# Klaus Kynde Nielsen
Klaus Kynde Nielsen (Aarhus, 13 d'abril de 1966) va ser un ciclista danès que s'especialitzà en el ciclisme en pista, on va aconseguir una medalla de bronze als Jocs Olímpics de Barcelona en persecució per equips.

## Palmarès en pista
- 1983
  -  Campió del món júnior en Persecució per equips (amb Kenneth Røpke, Mark Kubach i Lars Otto Olsen)
- 1992
  -  Medalla de bronze als Jocs Olímpics de Barcelona en persecució per equips (amb Jimmi Madsen, Ken Frost, Michael Sandstød i Jan Bo Petersen)
  -  Campió de Dinamarca de Puntuació
- 1993
  -  Campió de Dinamarca de Persecució per equips
- 1994
  -  Campió de Dinamarca de Persecució per equips

## Palmarès en ruta
- 1994
  - Vencedor de 2 etapes a la Volta a Baviera
  - Vencedor d'una etapa al Cinturó a Mallorca